# All American Boy
| Recensione              | Giudizio |
| ----------------------- | -------- |
| AllMusic                |          |
| Dizionario del Pop-Rock |          |

All American Boy è il primo album del chitarrista e cantante rock statunitense Rick Derringer, pubblicato dalla Blue Sky Records nel novembre del 1973 .

## Tracce

### LP (1973, Blue Sky Records, PZ 32481)
Lato A (AL 32481)
Testi e musiche di Rick Derringer, eccetto dove indicato.
1. Rock and Roll, Hoochie Koo – 3:42
2. Joy Ride (strumentale) – 1:50 (musica: Rick Derringer)
3. Teenage Queen – 3:32
4. Cheap Tequila – 2:44
5. Uncomplicated – 3:41
6. Hold – 3:13 (Rick Derringer, Patti Smith)

Durata totale: 18:42
Lato B (BL 32481)
Testi e musiche di Rick Derringer.
1. The Airport Giveth (The Airport Taketh Away) – 2:50
2. Teenage Love Affair – 2:03
3. It's Raining – 2:03
4. Time Warp (strumentale) – 2:56 (musica: Rick Derringer)
5. Slide on Over Slinky – 4:21
6. Jump, Jump. Jump – 6:02

Durata totale: 20:15

## Musicisti
Rock and Roll, Hoochie Koo
- Rick Derringer – chitarre, basso, tambourine, voce solista
- Bobby Caldwell – batteria
- Lani Groves – cori di sottofondo
- Tasha Thomas – cori di sottofondo
- Carl Hall – cori di sottofondo

Joy Ride
- Rick Derringer – chitarre, basso
- Bobby Caldwell – batteria
- Joe Lala – congas, cowbell

Teenage Queen
- Rick Derringer – chitarra elettrica, chitarra acustica a 12 corde, voce solista
- Joe Walsh – chitarra elettrica
- Kenny Passarelli – basso
- Joe Vitale – batteria
- Paul Harris – pianoforte

Cheap Tequila
- Rick Derringer – chitarra acustica, chitarra elettrica, chitarra pedal steel, basso, tambourine, voce solista
- Bobby Caldwell – batteria
- David Bromberg – dobro
- Paul Harris – pianoforte
- Lani Groves – cori di sottofondo
- Tasha Thomas – cori di sottofondo

Uncomplicated
- Rick Derringer – chitarra solista, voce solista
- Joe Walsh – chitarra elettrica
- Kenny Passarelli – basso
- Paul Harris – pianoforte, sintetizzatore arp
- Joe Vitale – batteria
- Joe Lala – cowbell

Hold
- Rick Derringer – chitarra acustica, basso, voce solista
- Bobby Caldwell – batteria
- Edgar Winter – pianoforte
- Lani Groves – cori di sottofondo
- Tasha Thomas – cori di sottofondo
- Carl Hall – cori di sottofondo

The Airport Giveth (The Airport Taketh Away)
- Rick Derringer – chitarre, basso, organo, tambourine, voce solista
- Bobby Caldwell – batteria
- Edgar Winter – pianoforte
- Lani Groves – cori di sottofondo
- Tasha Thomas – cori di sottofondo
- Carl Hall – cori di sottofondo

Teenage Love Affair
- Rick Derringer – chitarre, basso, voce solista, cori di sottofondo
- Bobby Caldwell – batteria

It's Raining
- Rick Derringer – chitarre, basso, voce solista
- Bobby Caldwell – batteria
- Joe Lala – congas
- Paul Harris – pianoforte
- Toots Thielemans – armonica

Time Warp
- Rick Derringer – chitarra acustica, chitarra elettrica
- Bobby Caldwell – batteria
- Edgar Winter – organo

Slide on Over Slinky
- Rick Derringer – chitarre, basso, hair-drum, cowbell, voce solista
- Bobby Caldwell – batteria
- Edgar Winter – clavinet
- Lani Groves – cori di sottofondo
- Tasha Thomas – cori di sottofondo
- Carl Hall – cori di sottofondo

Jump, Jump. Jump
- Rick Derringer – chitarre, basso, gong, voce solista
- Bobby Caldwell – batteria
- Edgar Winter – pianoforte elettrico, pianoforte acustico

### Produzione
- Rick Derringer e Bill Szymczyk – produzione
- Registrazioni effettuate al Caribou Ranch di Nederland, Colorado e al The Hit Factory di New York City, New York
- Bill Szymczyk e Allen Blazek – ingegneri delle registrazioni
- John Berg – design copertina album originale
- Hiro (Yasuhiro Wakabayashi) – foto copertina album originale[5]

## Classifica album
Album
| Anno | Classifica    | Posizione raggiunta |
| ---- | ------------- | ------------------- |
| 1974 | Billboard 200 | 25                  |

## Classifica singoli
Singoli
| Anno | Titolo del brano           | Classifica | Posizione raggiunta |
| ---- | -------------------------- | ---------- | ------------------- |
| 1974 | Rock and Roll, Hoochie Koo | Hot 100    | 23                  |
| 1974 | Teenage Love Affair        | Hot 100    | 80                  |